# Miske Kálmán
Báró Miske Kálmán (Bodajk, 1860. november 25. – Kőszeg, 1943. március 15.) régész, muzeológus, az 1908-ban megnyílt Vasvármegyei Múzeum egyik alapítója, a múzeum Régiség Tárának vezetője, majd 1912 és 1943 között igazgatója, Miske Imre főispán fia.

## Munkássága
A Magyaróvári Magyar Királyi Gazdasági Akadémián tanult. Chernel Saroltával kötött házassága után 1894-ben Kőszegre települt. A műgyűjtő Miskét érdekelték a régi tárgyak, leletek. 1896-ban egy velemi tejesasszonytól vásárolt néhány bronztárgyat. Az asszony némi rábeszélés után elárulta, hogy azok a Velem melletti Szent Vid-hegyről származnak. 
Miske Kálmán 1896 és 1828 között végzett ásatásokat a bronzkori őstelepen. 1896-ban 400 bronz tárgyat találtak (sarlók, lándzsacsúcsok, balták, kocsialkatrészek, ékszerek). Gróf Széchenyi Rezső műgyűjtő, Kárpáti Kelemen néprajzkutató, történész, Bella Lajos régész, gróf Korniss Emil műkedvelő régész, Török Aurél orvos, antropológus és Wartha Vince vegyész is bekapcsolódtak a kutatásba. A talált öntőrögök és öntőformák arra engedtek következtetni, hogy bronzkori ipartelep is működött ezen a helyen. 
1929-ben Miske Kálmán aranyékszereket talált. Az arany diadém súlya 23,09 g, és korongokból álló nyakdísz 58,98 g súlyú. A tárgyakat ma a szombathelyi Savaria Múzeum és a Magyar Nemzeti Múzeum őrzi.
Miske Kálmán dolgozott a hazai bronzkor tipológiáján és kronológiáján is.

## Művei
- Die ununterbrochene Besiedelung Velem St. Veits. Archiv für Antropologie. (1904.) 29–41.
- Die Bedeutung Velem St. Veits als prähistorische Gußstätte mit Berücksichtigung der Antimon-Bronzefrage. Archiv für Antropologie 2 (1904) 124–138.
- Die La Tène III.-Stufe in Velem St. Veit. 3 (1905) 181–190
- A Velem Szent Vidi őstelep. A harácsolt leletek leírása. (1907)
- Versuch eines chronologischen Systems der ungarländischen Bronzezeit. 15 (1916) 253–269
- Bergbau, Verhüttung und Metallbearbeitungswerkzeuge aus Velem St. Veit (Westungarn). Wiener Prähistorischer Zeitschrift 16 (1929) 81–94.